# 鄧世隆
邓世隆（？—640年），唐朝相州（今河南省安阳市）人。
隋炀帝大业末年，王世充哥哥的儿子王太，守河阳，引邓世隆为宾客，非常亲信待遇。唐朝秦王李世民攻洛阳，写信招谕王太，邓世隆回信，言辞不逊。平洛阳后，邓世隆害怕获罪，变更姓名，自号隐玄先生，隐居在白鹿山。唐太宗贞观初年，召授邓世隆为国子主簿，与崔仁师、慕容善行、刘顗、庾安礼、敬播等都担任修史学士。邓世隆因为负罪，不自安。太宗李世民听说后，派房玄龄对他说：“你原来为王太作书信，确实是重罪，但各为其主，对于朕岂有真正的恶意？朕今为天子，怎么能追责匹夫之过？你应该坦然，不要怀危惧之心。”擢升他为著作佐郎，官至卫尉寺丞。开始，唐太宗以武功定海内，栉风沐雨，没有空闲读诗书。即位之后，任用忠良，锐意求治。数年之后，国家太平，与岁增听政之暇，留意文史，常有著述，作文赋诗，意境冲迈。贞观十二年（638年）三月初二，邓世隆上疏请编录御集，太宗不许，说：“朕之辞令，有益于百姓的，史官都已记录下来，足可以不朽。若无益处，收集它又有何用！梁武帝父子、陈后主、隋炀帝都有文集行于世，何能挽救灭亡！为人君忧患的是不施德政，文章有什么用。”邓世隆又采隋代旧事，撰为《东都记》三十卷。官至著作郎去世。